# Kategoria e Parë 1970-1971
La Kategoria e Parë 1970-1971 fu la 32ª edizione della massima serie del campionato albanese di calcio concluso con la vittoria del Partizani, al suo undicesimo titolo.
Capocannoniere del torneo fu Ilir Përnaska (Dinamo Tirana) con 19 reti.

## Formula
Non ci fu nessuna variazione rispetto alla stagione precedente.
Le squadre partecipanti furono 14 e disputarono un turno di andata e ritorno per un totale di 26 partite con le ultime due classificate che retrocedettero in Kategoria e Dytë.
Le squadre qualificate alle coppe europee furono tre: la vincente del campionato fu ammessa alla Coppa dei Campioni 1971-1972, la vincente della coppa d'Albania alla Coppa delle Coppe 1971-1972 e un'ulteriore squadra alla Coppa UEFA 1971-1972

## Squadre
| Squadra             | Città        | Stadio | Stagione 1969-1970 |
| ------------------- | ------------ | ------ | ------------------ |
| Skënderbeu          | Coriza       |        | 7°                 |
| Labinoti            | Elbasan      |        | 6°                 |
| 17 Nëntori          | Tirana       |        | Campione d'Albania |
| KF Partizani Tirana | Tirana       |        | 2°                 |
| Dinamo Tirana       | Tirana       |        | 4°                 |
| Flamurtari          | Valona       |        | 9°                 |
| Besa Kavajë         | Kavajë       |        | 5°                 |
| Vllaznia            | Scutari      |        | 3°                 |
| Besëlidhja          | Alessio      |        | Kategoria e Dytë   |
| Traktori            | Lushnjë      |        | 8°                 |
| Lokomotiva          | Durazzo      |        | 10°                |
| Luftëtari           | Argirocastro |        | 11°                |
| Apolonia Fier       | Fier         |        | 12°                |
| Tomori              | Berat        |        | Kategoria e Dytë   |

## Classifica finale
|                    | Pos. | Squadra     | Pt | G  | V  | N  | P  | GF | GS | DR  |
| ------------------ | ---- | ----------- | -- | -- | -- | -- | -- | -- | -- | --- |
| Albania (bandiera) | 1.   | Partizani   | 40 | 26 | 16 | 8  | 2  | 48 | 19 | +29 |
|                    | 2.   | Dinamo      | 39 | 26 | 15 | 9  | 2  | 45 | 19 | +26 |
|                    | 3.   | Vllaznia    | 34 | 26 | 12 | 10 | 4  | 37 | 18 | +19 |
|                    | 4.   | Labinoti    | 33 | 26 | 12 | 9  | 5  | 33 | 23 | +10 |
|                    | 5.   | Besa Kavajë | 31 | 26 | 10 | 11 | 5  | 36 | 22 | +14 |
|                    | 6.   | Skënderbeu  | 28 | 26 | 10 | 8  | 8  | 25 | 19 | +6  |
|                    | 7.   | 17 Nëntori  | 27 | 26 | 9  | 9  | 8  | 32 | 21 | +11 |
|                    | 8.   | Lokomotiva  | 26 | 26 | 7  | 12 | 7  | 23 | 22 | +1  |
|                    | 9.   | Flamurtari  | 20 | 26 | 3  | 14 | 9  | 16 | 24 | -8  |
|                    | 10.  | Tomori      | 20 | 26 | 5  | 10 | 11 | 24 | 36 | -12 |
|                    | 11.  | Luftëtari   | 20 | 26 | 6  | 8  | 12 | 21 | 40 | -19 |
|                    | 12.  | Traktori    | 19 | 26 | 4  | 11 | 11 | 15 | 29 | -14 |
|                    | 13.  | Besëlidhja  | 16 | 26 | 3  | 10 | 13 | 15 | 34 | -19 |
|                    | 14.  | Apolonia    | 11 | 26 | 2  | 7  | 17 | 11 | 55 | -44 |

Legenda:

      Campione d'Albania
      Ammesso alla Coppa delle Coppe
      Ammesso alla Coppa UEFA
      Retrocesso in Kategoria e Dytë
Note:

Due punti a vittoria, uno a pareggio, zero a sconfitta.

## Verdetti
- Campione: Partizani Tirana
- Qualificata alla Coppa dei Campioni: Partizani Tirana
- Qualificata alla Coppa delle Coppe: Dinamo Tirana
- Qualificata alla Coppa UEFA: Vllaznia
- Retrocessa in Kategoria e Dytë: Besëlidhja, Apolonia